# Chevillette
La chevillette est un petit accessoire de maçon, proche parent du serre-joint.
Elle est parfois aussi appelée patte à coulisse.

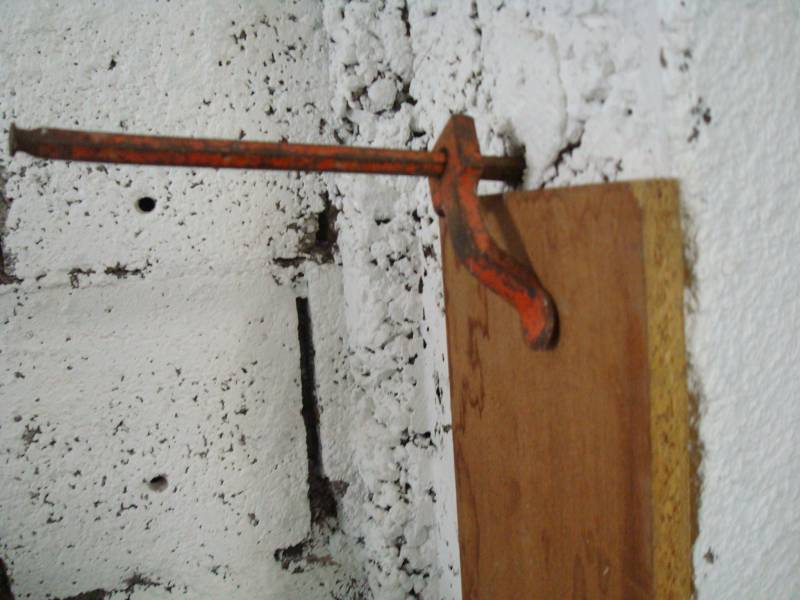
Chevillette.

## Présentation
La chevillette est constituée d'une tige effilée, d'une vingtaine de centimètres de long et de section carrée ou ronde de 12 mm environ sur laquelle coulisse une plaquette également métallique, qui sert, après avoir enfoncé la pointe dans un mur, à tenir plaqué un petit coffrage pour recevoir une petite quantité de béton ou une règle de maçon permettant d'effectuer un crépi (par exemple : sur une arête), le temps de la prise du mortier.